# Flore (S645)
Pour les articles homonymes, voir Flore.
La Flore  (indicatif visuel S645) est un sous-marin français de classe Daphné. Lancée en 1960, elle est en service de 1964 à 1989. Depuis 2010, elle se visite comme musée à Lorient.

## Historique

### Construction
Le sous-marin est baptisé Flore le 17 avril 1956. Il est mis en chantier à la Direction des Constructions et Armes navales (DCAN) de Cherbourg le 19 juin 1958,,. Il est le cinquième de la série des sous-marins à hautes performances de classe Daphné.
Il est lancé le 21 décembre 1960 et est mis à l'eau le 22 septembre 1961.

### Essais
Héritier du torpilleur du même nom, ses marins portent, par décision du 15 novembre 1961, la fourragère aux couleurs du ruban de la croix de guerre avec olive 1939-1945.
Le sous-marin Flore a une mascotte de 1961 à 1963 : la chienne « Annie »,,.
Le 23 janvier 1962, le sous-marin Flore réalise sa première plongée statique dans la darse transatlantique à Cherbourg.
Il effectue du 28 juillet 1962 au 25 août 1962 sa croisière d'endurance, probablement entre Cherbourg et Toulon via Funchal (Madère) et Malaga (Espagne), sous le commandement du lieutenant de vaisseau Barbier.
En novembre 1962, il fait escale à Gênes (Italie).
Le 26 juillet 1963, il fait escale à Alicante (Espagne), en compagnie des sous-marins Amazone, Minerve et Galatée, ainsi que de l'escorteur d'escadre Maillé-Brézé.
D'octobre 1963 à novembre 1963, un essai d'un système de tenue automatique de l'immersion à Toulon est réalisé au profit des futurs sous-marins nucléaires lanceur d'engins (SNLE) de classe Le Redoutable.
En février 1964, il fait de nouveau escale à Gênes avec l'Astrée.

### Service actif

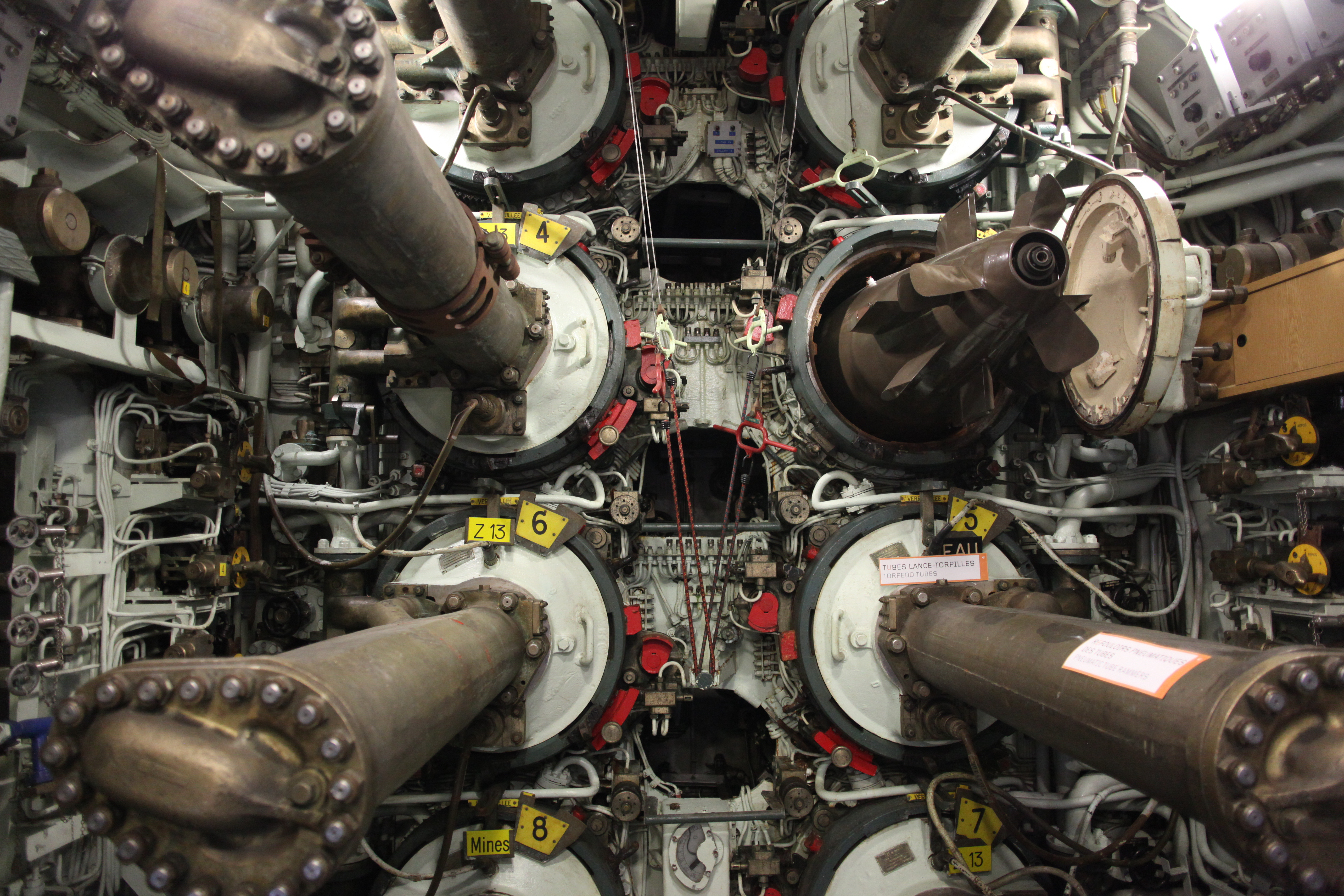
Tubes lance-torpilles intérieurs d'étrave du sous-marin Flore.

Le sous-marin Flore est admis au service actif le 21 mai 1964 et affecté à la 1re escadrille de sous-marins (ESM) à Toulon, son port base,,. Sa carrière se déroule essentiellement en Méditerranée. Il rejoint épisodiquement Lorient pour des périodes de grand carénage.
Du 16 avril 1965 au 29 avril 1966, le sous-marin est en carénage à Lorient et affecté temporairement à la 2e ESM, puis il rentre à Toulon.
En janvier 1968, le sous-marin connaît un premier accident qui n'a pour conséquence principale que l'enfoncement du carénage du bulbe du sonar passif d'étrave,.
Du 28 mai 1969 au 1er avril 1970, il est en grand carénage à Toulon.
En février 1970, le bâtiment est intégré à l'ESMED (escadrille des sous-marins de la Méditerranée) à sa création à Toulon.
Le 19 février 1971, le sous-marin est victime d'une voie d'eau au large de Toulon alors qu'il était à l'immersion périscopique, à la suite du mauvais fonctionnement de l'installation d'air. Le moteur est en panne (compartiment inondé) et le sous-marin est contraint de larguer ses plombs de sécurité pour remonter à la surface. Il est pris en charge peu après par les remorqueurs Pachyderme et Travailleur pour être conduit jusqu'à Toulon, où il est réparé.
En 1974, il entre en grand carénage à Toulon et de nouveaux équipements sont installés (nouveaux sonars, amélioration des installations de détection).
Le 1er décembre 1975, le général Bigeard, alors secrétaire d'État à la Défense, effectue une plongée sur le sous-marin Flore. À cette occasion, le général Bigeard a bu un bol d'eau de mer afin de se conformer à la tradition du baptême de sous-marinier lors de la première plongée.
Le 7 septembre 1978, il quitte Toulon pour Cherbourg où il arrive le 20 septembre. Il y entre en grand carénage (1er novembre 1978 à octobre 1979), puis quitte Cherbourg le 3 octobre 1979. Il est de retour à Toulon le 28 octobre 1979.
Le 21 octobre 1986, l'escorteur rapide L'Alsacien est coulé en Méditerranée par le sous-marin Flore.
Le sous-marin Flore est placé en réserve normale en 1988. Le 3 mars 1989, il effectue sa dernière plongée en Méditerranée, puis gagne Lorient le 29 mars 1989, date à laquelle il est retiré du service actif,,. La dernière levée des couleurs a lieu à Lorient le 19 mai 1989.
Le 29 novembre 1994, il est mis en réserve spéciale et est toujours ventilé afin de permettre sa conservation.
Le sous-marin Flore a parcouru 320 000 milles, soit près de 15 fois le tour de la Terre. Il a passé 41 000 heures en plongée.

### Musée naval

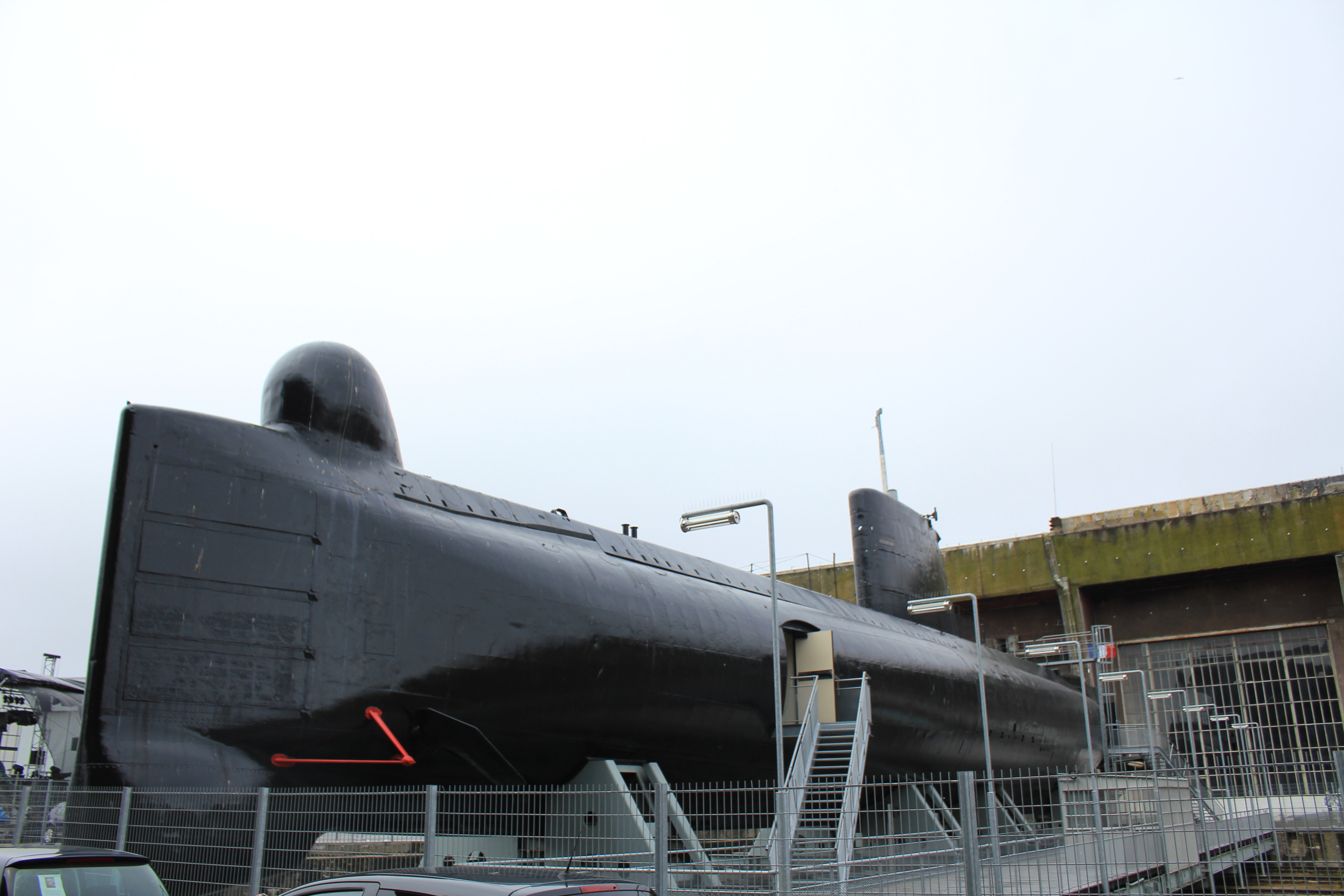
Le sous-marin Flore à Lorient.

Le 12 juillet 1995, le sous-marin Flore est mis au sec sur le slipway de la base de sous-marins de Lorient,. Il sera mis à l'abri provisoirement du 3 juillet 1997 au 9 avril 2000 dans l'alvéole no 1, compte tenu de la météo, les vents forts pouvant le déséquilibrer.
Ensuite, le sous-marin a été entretenu par d'anciens sous-mariniers bénévoles regroupés au sein de l'association MESMAT (Musée de l'escadrille des sous-marins de l'Atlantique) qui a été créée pour soutenir le projet de transformation du sous-marin en musée naval,,,.
C'est en 2003 que la Marine nationale met le sous-marin à disposition de la communauté d'agglomération Cap l'Orient pour en faire un élément patrimonial ouvert au public. Cap l'Orient y réalise alors pour 550 000 € d'indispensables travaux conservatoires, tels que la peinture de la coque. Toutefois, la priorité de Cap l'Orient est alors la réalisation de la Cité de la voile Éric Tabarly.
En 2008, Norbert Métairie, maire de Lorient, relance le projet d'un musée autour du sous-marin. L'idée est de faire découvrir les entrailles d'un submersible, de parler de l'histoire de la base des sous marins de Lorient, ainsi que de faire connaître l'évolution de la rade et de ses enjeux stratégiques. Le projet bénéficie du travail réalisé par l'équipe de bénévoles du MESMAT, notamment pour collecter du matériel et des objets liés à la vie des sous-mariniers. Il s'appuie également sur les études historiques préparées par René Estienne, l'archiviste de la Marine.
Depuis le 1er mai 2010, le sous-marin est exposé et ouvert au public au sein de l'Espace Découverte du sous-marin Flore, à la base de sous-marins de Lorient,.